# Luca Porro
Luca Porro (ur. 9 maja 2004 w Genui) – włoski siatkarz, reprezentant kraju, grający na pozycji przyjmującego.
Jego bracia Paolo i Simone, również są siatkarzami.
13 maja 2024 roku zadebiutował w kadrze narodowej Włoch w towarzyskim meczu przeciwko reprezentacji Serbii.

## Sukcesy reprezentacyjne
Mistrzostwa Europy Kadetów:
- 2020[9]

Mistrzostwa Świata Kadetów:
- 6. miejsce 2021[10]

Mistrzostwa Europy Juniorów:
- 2022[11]

Liga Narodów:
- 2025[12]

## Nagrody indywidualne
- 2020: MVP i najlepszy przyjmujący Mistrzostw Europy Kadetów[13]
- 2022: Najlepszy przyjmujący Mistrzostw Europy Juniorów[14]